# Long Valley Caldera

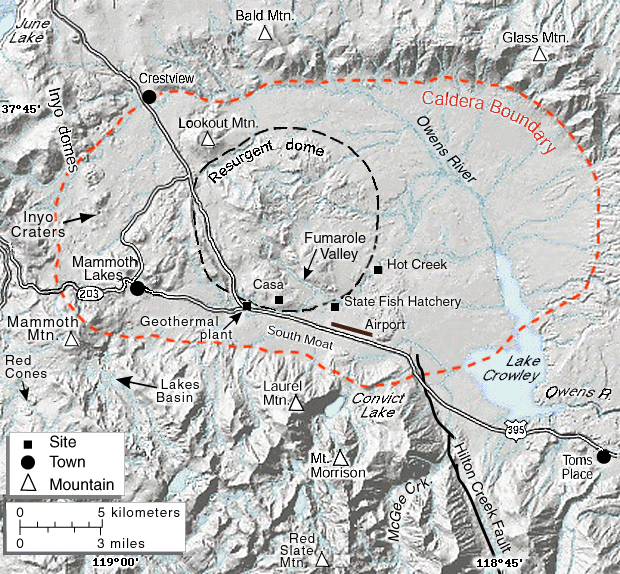
Reliefkarte der Long Valley Caldera, Kalifornien. Der Rand der Caldera wird durch die rote Linie angezeigt. Quelle: Long Valley Observatory (LVO) des USGS

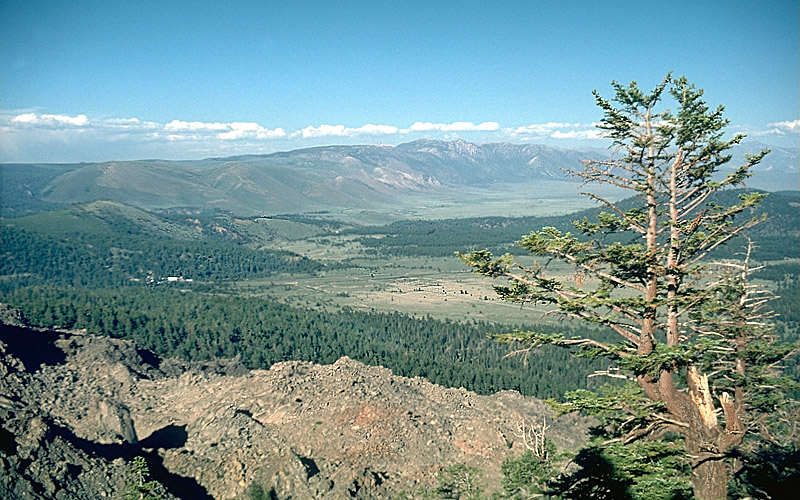
Blick auf den Nord-Ost-Rand der Caldera von Westen aus

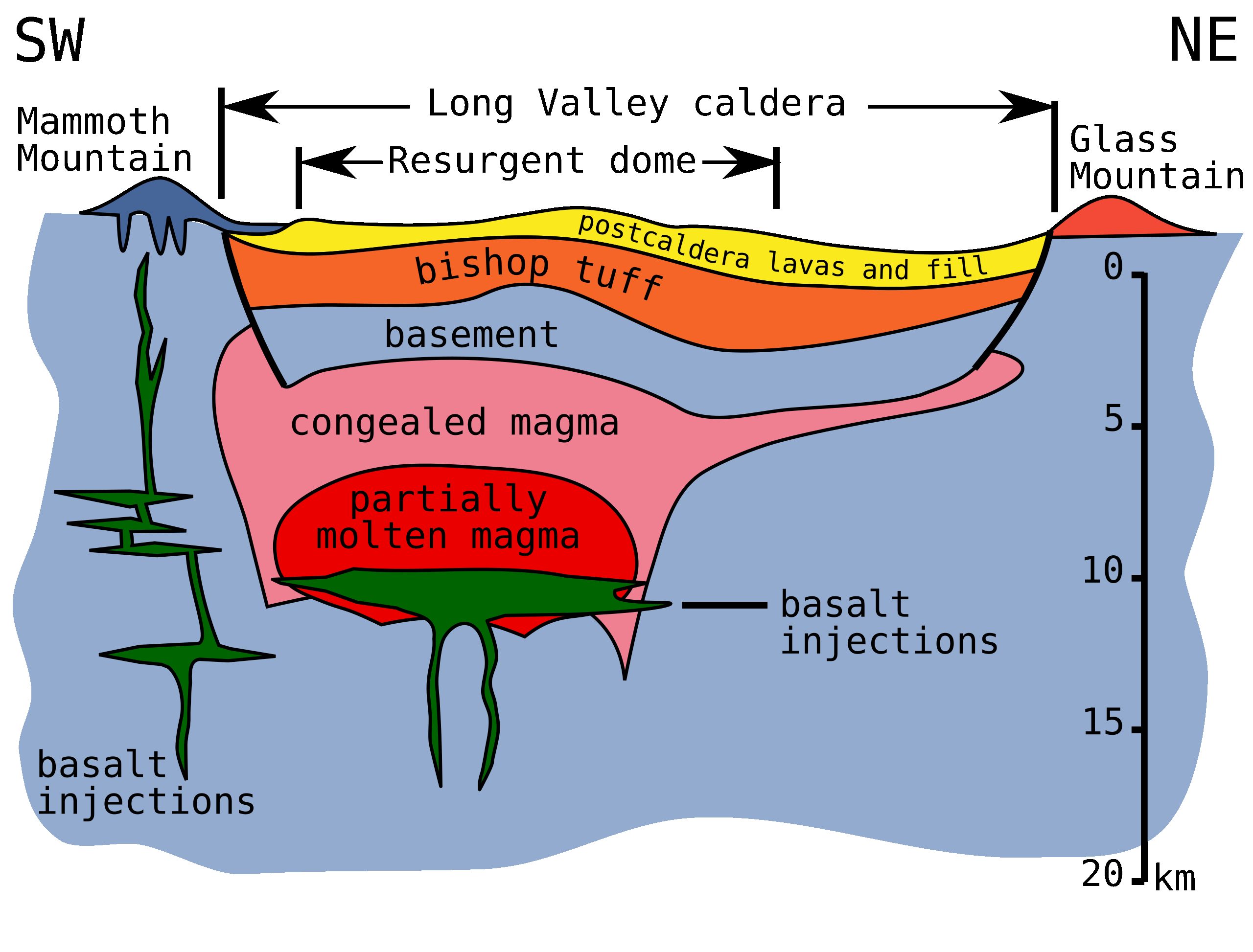
Geologisches Profil durch die Long Valley Caldera.

Die Long Valley Caldera liegt im östlichen Teil des US-Bundesstaates Kalifornien an der Grenze zu Nevada, in Mono County etwa 25 km südlich des Mono Lakes. Sie ist ein aktives vulkanisches Gebiet, das aufgrund einer heftigen explosiven Vulkaneruption vor 760.000 Jahren auf einer Fläche von 544 km² (ca. 32 km mal 17 km Ost-West bzw. Nord-Süd-Ausdehnung) einbrach und gegenüber der heutigen Umgebung rund 300 m bis 1000 m eingesenkt ist. Bei der Long Valley Caldera handelt es sich um eine der größten Calderen der Erde und die nach Yellowstone zweitgrößte Caldera der USA. Bei der plinianischen Eruption des Supervulkans wurden innerhalb von sechs Tagen 1400 km³ rhyolithischer Asche und Pyroklastika ausgeschleudert.  Die 3300 km³ bis 6600 km³ große Magmakammer enthält noch 900 bis 1400 km³ rhyolitischer Schmelze.
Auch heute kommt es im Bereich der Long Valley Caldera häufig zu Erdbeben sowie Gasaustritten. Im Westen und Norden der Caldera liegen die aktiven Inyo Craters, ein Teil der Mono-Inyo Craters, welche mit dieser in einem vulkanischen Zusammenhang stehen. Aus diesem Grund unterhält der US Geological Survey ein eigenes Observatorium, das Long Valley Observatory (LVO), um die Aktivität der Caldera zu erforschen, sowie zu überwachen und bei Anzeichen einer bevorstehenden Eruption die Bevölkerung warnen zu können.
Die Caldera bildet das obere, nördliche Ende des Owens Valley, zwischen der Sierra Nevada im Westen und den White Mountains im Osten. In ihr entspringen der Owens River und dessen Zufluss Hot Creek. Der Stausee Lake Crowley am Owens River liegt vollständig im südlichen Teil der Caldera. Grund und Boden sind außer in den Siedlungen und am Lake Crowley fast vollständig in Bundesbesitz und gehören zum Inyo National Forest, einem Nationalforst unter Verwaltung des United States Forest Service. In der Caldera liegen die Orte Mammoth Lakes und Crestview. Das Tal wird durch den US-Highway US 395 erschlossen. 
Seit 1941 wird Oberflächenwasser aus dem Einzugsgebiet des Mono Lakes nördlich der Caldera durch die Long Valley Caldera nach Süden in das Owens Valley und mit dem Großteil des Wassers aus dessen Einzugsgebiet in den Los Angeles Aqueduct geleitet. Er versorgt die rund 450 km entfernte Stadt Los Angeles mit Trinkwasser.
Im Südosten außerhalb der eigentlichen Caldera liegen die Volcanic Tablelands. Der Untergrund dort ist Tuff, der aus vulkanischen Aschen entstanden ist, die aus der Long Valley Caldera ausgestoßen wurden. Die Landschaft mit steilen bis senkrechten Wandstrukturen  erodierte aus diesem Gestein.